# Inzai
Inzai (Japonês: 印西市; -shi) é uma cidade japonesa localizada na província de Chiba.
Em 2003 a cidade tinha uma população estimada em 59,981 habitantes e uma densidade populacional de 1 120,93 h/km². Tem uma área total de 53,51 km².
Recebeu o estatuto de cidade a 1 de Abril de 1996.